# Impatiens rakotomalazana
Impatiens rakotomalazana är en balsaminväxtart som beskrevs av Fischer och Raheliv. Impatiens rakotomalazana ingår i släktet balsaminer, och familjen balsaminväxter. Inga underarter finns listade i Catalogue of Life.